# 仮面ライダー (スカイライダー)
『仮面ライダー (スカイライダー) 』（かめんライダー）は、1979年10月5日から1980年10月10日まで、TBS系列で毎週金曜19時から19時30分（JST）に全54話が放送された、毎日放送・東映制作の特撮テレビドラマ作品、および作中で主人公が変身するヒーローの名称である。「仮面ライダーシリーズ」第6作に当たる。
本作品の正式な番組タイトルは、シリーズ第1作と同じ『仮面ライダー』（ロゴはオリジナルに一新）であるが、本放送当時より新聞のラテ欄・文献・その他においては第1作目との識別を容易にする目的で、『仮面ライダー（新）』、『仮面ライダー（スカイライダー）』など、カッコ部分を加えた表記が通例的に用いられている。本項目でも便宜上『仮面ライダー（スカイライダー）』表記で統一している。

## 概要
「仮面ライダー」シリーズは1975年の『仮面ライダーストロンガー』で一度完結したが、1970年代末のSFブームの中で、歴代の日本製特撮ヒーローが子供から大人まで幅広いファンの注目を集めるようになる。その流れの中で登場した新しい「仮面ライダー」が、本作品である。
本作品の大きな2つの特徴として、前半の「原点回帰」と後半の「先輩ライダーの客演エピソードの多さ」という点が挙げられる。

## あらすじ
7人ライダーがデルザー軍団を滅ぼしてから数年。かつて世界で猛威を振った秘密結社ショッカーの名を受け継ぐ新組織ネオショッカーが現れた。
城北大学の大学生・筑波 洋（）はハンググライダーの練習中、ネオショッカーの魔手から逃れようとしていた人間改造工学者・志度 敬太郎（）博士を助けた。志度博士は、非情な組織のやり方に良心の呵責に耐え切れずに脱走したのだ。博士を匿う洋だったが、博士を追ってきたネオショッカーの怪人ガメレオジンによって洋が所属するハンググライダー部の部員が惨殺され、洋自身も瀕死の重傷を負ってしまう。洋を救うため、博士は洋を改造人間として蘇らせた。復活した洋は、ネオショッカーから人類を守るために戦うことを決意する。変身した洋の姿を見て、博士は洋を「仮面ライダー」と名付けた。
やがて、海外に旅立った志度博士に頼まれ、洋の大学の先輩・谷 源次郎（）が洋に協力することになった。
さらに、世界各地でネオショッカーと戦っていた7人ライダーが帰国。彼らとの特訓によって、スカイライダーはパワーアップした。

## 登場人物

### スカイライダーと仲間たち
筑波 洋（） / スカイライダー
城北大学の3年生でハンググライダー部員。練習中にネオショッカーに襲われる志度博士を救ったことから事件に巻き込まれ、部の仲間を皆殺しにされ自らも瀕死の重傷を負ったが、ネオショッカーに投降するふりをした志度に改造手術を施され、改造人間として復活した。
明るく勇敢な青年で正義感も強い。改造人間になってしまったことを嘆くこともない。また他人への思いやりも強く、自分を改造人間にしてしまった罪悪感に襲われていた志度に、悪と戦う力を与えてくれたことへの感謝を語り、自分のことを庇って死んだ少年怪人ボンゴの墓前で涙を流すなど、心優しい人物像が描かれた。強化スカイライダーとして生まれ変わってからは破天荒な熱血漢という面も加わった。
一方で、かなり機転のきく人物でもあり、第2話で敵の情報共有不足に気づき、ネオショッカーの監察役を演じて誘拐された人間を奪回するなど高い判断力を見せることも多い。季節関係なく普段着を腕まくりする習慣がある。
物語冒頭より3年前に両親と妹を一度に喪うが、両親はネオショッカーに捕らえられていたことを知り、思わぬ形で再会するものの本当に両親を喪ってしまう。
- 東映プロデューサーの平山亨による初期企画書では、仮面ライダーファンクラブから挙がった「敬」という字とファンから人気の高かった風見志郎にあやかった風村敬太郎という名称であった。
- 怪人の強さを演出するため、絶体絶命のピンチに陥る展開が多い。

志度 敬太郎（）
人間改造工学の権威。ネオショッカーに協力を強制され逃亡していたところを、洋に救われる。自身のために瀕死の重傷を負った洋の命を救うため、ネオショッカーに協力するふりをして彼に改造手術を施したが、脳改造を故意に省略することにより、洋の自我を保ったまま仮面ライダーとして再生させた。その後、志度ハンググライダークラブ（S.H.C.）を設立し、その会長として洋の戦いを支援した。
第14話で、海外のネオショッカー対策委員会に招請され、谷源次郎に後事を託して日本を離れた。同話では志度の置き手紙が読まれているが、別離のシーンなどは描かれなかった。
- 企画書では、1号を改造した緑川博士の弟子筋にあたるとされ、当時の児童書にも紹介されていた。

叶 みどり（）
志度博士の助手で、志度と共にネオショッカーを脱走して志度ハンググライダークラブの会員となり、スカイライダーとなった洋を助ける。第1話では、どこか陰のあるキャラクターだったが、第2話以降は陽気で多弁な女性として描かれた。第14話ではライダーの正体が洋ではないかと疑っているような描写もわずかながらあり、知っているとする資料もある。第17話でヤモリジンの攻撃に遭い全治10ヶ月の重傷を負い、長期入院という形で退場した。

杉村 ミチ（）
第2話から登場する志度ハンググライダークラブの女性会員。臆病ではあるが、人一倍好奇心が強い。第15話までの登場。

野崎 ユミ（）
第3話から登場する志度ハンググライダークラブの通信係を務める女性会員でみどりの友人。みどりと共に第17話でヤモリジンの攻撃に遭い全治10か月の大怪我を負い、長期入院を余儀なくされるが、第33話で復帰。ナオコやアキと共に活発な行動を見せる。

飛田 今太（）
ボサボサの頭髪に無精ヒゲで、関西弁を話すルポライター。初期のコメディリリーフ的存在。毎回、ライダーの戦いをカメラに収めようとするも怪人に急接近されては殴られたり、怪人の顔の恐ろしさに悲鳴をあげたりして気絶するというだけの役回り。いつも気絶してしまうせいか、作戦のターゲットとなったことはない。第16話を最後に登場しなくなった。
- コメディリリーフとして今ひとつ機能しなかったことに加え、演じる東隆明の出演料が主演の村上弘明よりも高かったことが降板の理由であった。

叶 茂（）
第6話から登場するみどりの弟。当初はゲスト扱いだったが14話以降はレギュラーになった。洋を兄と慕い、その洋が変身した仮面ライダーにも強い憧れを抱いているが、洋が仮面ライダーとは知らない。第7話以降のオープニング・クレジットより「シゲル（第7話のみシゲル少年）」とカタカナ表記される。

谷 源次郎（）
第14話から登場。喫茶店「ブランカ」のマスターで洋とは大学の先輩・後輩の仲。家族をネオショッカーに殺された過去を持ち、それ以降は谷源次郎を名乗る。本名は不明。ネオショッカー対策委員会のために日本を離れた志度博士に代わり、筑波洋のサポートを務める。洋がスカイライダーであることを知っているが、口外はしていない。その後、立花藤兵衛と同様に歴代仮面ライダーの相談役を務めるようになる。劇中でゲスト出演した一文字隼人や城茂を“君付け”で呼ぶなど、立花藤兵衛とは異なる態度でライダーたちに接していた。終盤では髭を生やし始めた。下着は褌を着用。
- プロデューサーの平山亨の証言によれば、「仮面ライダー」復活の際に、「立花藤兵衛」としての再登場を固辞した小林昭二が、新たなコーチ役として自身と同じウルトラシリーズの隊長役を演じた俳優である塚本信夫を推挙したことから誕生したキャラクターである。ただし、平山曰く同じウルトラシリーズの隊長役だったというのは、偶然の一致だったという。

沼 二郎（）
第14話から登場の「ブランカ」のバーテンダー。周りからは「沼さん」と呼ばれている。リーゼントの髪型が特徴で「バカだなあ怒らせちゃって」が口癖。プレスリーのファンで、彼にとっての正装は「プレスリー衣装」らしい。

伊東 ナオコ（）
第18話から「ブランカ」のアルバイトとして登場する。合気道が得意で、それで戦うこともある。強がりだがおっちょこちょいで大食漢。また、ミーハーで洋や、38話で客演した城茂に対しては異性としての想いを寄せていた。たけしという弟がいる。
- 最終回の脚本では洋への思慕も描かれていた。この展開は次作『スーパー1』の最終話に継承された。

小沢 アキ（）
第18話から「ブランカ」のアルバイトとしてナオコと共に登場する。大学でバトントワラーをしているらしく、バトンで戦うこともある。怪人の被害に遭うことが多い。オサムという弟とヨウスケというボーイフレンドがいる。”ア”（赤地に黄文字）、”キ”（青地に黄文字）と前面にアップリケされた白地のシャツを着ている。

矢田 勘次（） / がんがんじい
第34話から登場。スカイライダーに協力するコミカルなヒーロー。当初は謎のヒーローとして登場していたが、その正体は改造人間ではなく、ヒーローを目指す青年・矢田勘次が自作の鎧を着た姿であることが41話で明かされた。自称「日本一のスーパーヒーロー」。まんじゅうとカレーが好物の関西人。背中には「日本一がんがんじい」と書かれた幟を背負い、 ミニバイクに乗り、「軍艦マーチ」の替え歌「がんがんマーチ」を歌いながら登場する。スカイライダーをライバル視していたが、自分の正体を二人だけの秘密にしてくれたことなどから、彼には恩義を感じ、やがてよき友人になっていく。
がんがんアタックやがんがん頭突きなどの技を持ち、大木を引き抜いて振り回すなど、普通の人間としては腕力面で並みはずれた強さを示したが、戦力的にはネオショッカーにほとんど太刀打ちできず、怪人たちからは単なる変わり者か、邪魔者程度にしか認識されていない。作戦の邪魔をしてもほとんどは怒鳴られる程度で、殺されかけるどころか攻撃されないことも珍しくない（ドロニャンゴーのように、立ち去ることを許した怪人すらいる）。一文字から「足手まとい」と評されてしまうほどのトラブルメーカーだが、ライダーに協力して事件解決に貢献したこともある。また、作戦行動中の怪人にぶつかって謝罪するなどの描写も多々あった。最終回で洋がスカイライダーであることに気付く。
- デザイン画での名称は「強力ゴリガン」。平山による企画書では「ガンガンジー」とカタカナ表記であった。
- 『週刊仮面ライダーオフィシャルデータファイル』ではヒーローではなく怪人枠で紹介されている。

筑波 洋太郎（）
人工心臓学の権威だったのをネオショッカーに付け狙われ、改造人間プロジェクトチームへの参加を強要され続けていた洋の父。
協力を拒み続けたがためにネオショッカーの手で妻共々交通事故に見せかけて殺されたと思われていたが、長沼博士やドクターX、隊長蛇塚の証言などから改造人間ナンバーFX777=魔神提督として生きていたことが明らかになった。しかしそれは魔神提督の仕組んだ罠で、実際は協力を拒み続けた見せしめとして冷凍刑に処されていたことが53話で判明した。

筑波 寿子（）
ネオショッカーに幽閉され大首領の召使いにされていた洋の母。53話では負傷した城茂を助けた。その後、洋と再会。彼女を守りたいゆえに戦いを離れた洋を叱咤するが、直後にドクロ暗殺隊隊長が放ったボウガンから洋を庇って倒れ、大首領の弱点が右足の裏であることを洋に伝えて息を引き取る。彼女の死は洋の戦線復帰のきっかけとなった。

### 歴代の7人ライダー
本作品以前の仮面ライダーシリーズに登場し、日本を守った7人の仮面ライダー。デルザー軍団壊滅後は日本を離れ、世界各地でネオショッカーと戦っていた。そして、ネオショッカーを追って海外から次々に帰国し、第20・21話のストロンガーを機に、スカイライダーと共闘する。
当初は声優のアフレコによる変身後のみの登場だったが、1号ライダーとアマゾンライダーを除いた5人は第31話以降、オリジナルキャストのゲスト出演もあった。また、素顔も含めてゲスト出演したライダーは、いずれも変身ポーズの効果音が変更されている。
詳しくはリンク先を参照（すべての登場話数は放送日程節のリストに記載）。
- 仮面ライダー1号 - メキシコで戦っていた。
- 一文字 隼人 / 仮面ライダー2号 - アマゾン、ポリネシア、アラスカで戦っていた。
- 風見 志郎 / 仮面ライダーV3 - ボルネオやギリシャで戦っていた。
- 結城 丈二 / ライダーマン - ニューヨークや南アフリカで戦っていた。
- 神 敬介 / 仮面ライダーX - エジプトで戦っていた。
- 仮面ライダーアマゾン - 第二の故郷であるアマゾンや同じ南米大陸のペルーで戦っていた。
- 城 茂 / 仮面ライダーストロンガー - 東南アジア（インド）で戦っていた。

## 仮面ライダー（スカイライダー）
掛け声とともに一定のポーズを取ることで、変身ベルトトルネードの風車から風圧エネルギーを取り入れ、スカイライダーに変身する。その最大の特徴は、ベルトの両脇に付いた重力低減装置によりセイリングジャンプで滑空飛行が可能な点である。
第28話で先輩ライダー全員の特訓を経て強化した。それに伴い体色が明るい色使いになる。それまでメイン必殺技だったスカイキックに加え、重力低減装置を利用した99種類の空中殺法を編み出した。強化後、セイリングジャンプを使用する描写は見られなくなったが、第49話では映像による具体的描写はないものの、セイリングジャンプを使って危機を脱している。最終話では7人ライダーと組んでセイリングジャンプを使用した。
赤いFマフラーに黒い斑点が複数見られる。マフラーはセイリングジャンプ時には翼の役割を果たし、強化後は取り外すことでロープとなるローピングマフラーとなった。また、強化後はベルトのトルネード部分が大型になり、重力低減装置は逆に小型化している。
怪人アブンガーにより、スカイライダーの1日に必要とするエネルギー量（基礎代謝）は10万カロリー（＝100キロカロリー）、スカイキックに必要とするエネルギー量は2万カロリー（＝20キロカロリー）であると分析されている。
なお、変身前に洋が着ていた服は、変身後には胸の人工強化筋肉と人工強化皮膚の間に収納される。
名称
第1話において志度によって「仮面ライダー」と名付けられ、第20話以降に登場した歴代（先輩）の仮面ライダーからも8人目の仮面ライダーとして認められていた。「スカイライダー」の名は第20話に登場したストロンガーが最初に呼び、以降歴代ライダーはこの呼称を使用している。また、第41話以降はネオショッカーもスカイライダーと呼ぶようになる。
強化前後とも特定の名称は設けられておらず、S.H.Figuartsでは強化前をスカイライダー（強化前）、S.I.C.では強化後を強化スカイライダーとそれぞれ区別して商品化している。「強化スカイライダー」の名称は一部書籍でも用いられている。『宇宙船Archives SPECIAL 仮面ライダー（新）&仮面ライダースーパー1』では、スカイライダー（強化型）と記載している。

デザイン・造形
モチーフはイナゴであるが、放送当時の児童誌などでは「バッタの能力を持つ改造人間である」とのみ明記されていた。
デザインは仮面ライダー旧1号を意識しているが、1号よりも生物寄りになっており、この傾向は『仮面ライダーBLACK』や『真・仮面ライダー 序章』にかけて強まっていく。石ノ森が書いた最初期のラフ画では「仮面ライダー0号」と呼ばれ、『仮面ライダーX』のアポロガイストを彷彿とさせる仮面をつけている。
造形は第1期シリーズのエキスプロダクションからコスモプロダクションに替わったが、マスクの原型製作は第1作と同じく藤崎幸雄が担当した。
マスクは第1期シリーズで主流だった上下分割ではなく前後での分割となり、ラテックス製のアクション用マスクも廃止されFRP製のアップ用マスクでアクションも可能となった。分割の継ぎ目は、マスクのラインで隠されている。覗き穴はマジックミラー式となっている。
放送開始前の撮影会の時点では、胸部と腕部の色やマフラーの模様が異なり、ベルトは未完成であった。
強化後のスーツは、腕がレザー製になった。

アクション
殺陣を担当した岡田勝は、「初代のリメイク」という方向性のため明確な特徴を出せず、空を飛べるという設定もアクションには活かせないため、アクションをどう付けるか悩んだという。

### 必殺技
キック（通常）
得意の空手技を応用した鋭いキック。そのキック力は100トンで、ネオショッカー戦闘員アリコマンドなら一蹴りで吹き飛ばされてしまう。

パンチ（通常）
鋼鉄より硬い拳によるパンチ。その一発で厚さ30センチメートルの鉄板をぶち抜く。破壊力はキックに比べればやや劣るものの、アリコマンドなら一発で倒すことができる。

スカイキック
メインの必殺技で、多くの怪人に対する決まり手として使用された。200メートルの高さまでジャンプし、空中前方宙返りから一気に急降下し、全身のエネルギーを集中させたキックを繰り出すスタンダードな技だが、足のファイティングシューズの働きで破壊力が増幅されている。一度使うとエネルギー充填に0.5秒かかるのが弱点である。
プロフェッサー・ドクの分析では威力は500キロ。設定では「新品のダンプカーを一撃で破壊できる」とのこと。
大回転スカイキック
第21話でストロンガーとの特訓により身に付けた技。通常よりも多く空中前方宙返りを行い、威力を強化している。サイダンプとヒルビランを倒した。
大反転スカイキック
怪人の周りの壁を蹴って飛び回り、一瞬の隙をついてスカイキックを決める。グランバサーミーに大ダメージを与えた。
スカイスクリューキック
空中でのきりもみ回転から前方宙返り、さらにきりもみ回転をした後キックする。ヒカラビーノを倒した。
スカイフライングソーサー
空中で大の字となって回転、その中からスカイキックを決める。99の技の一つであり、ゾンビーダとタガメラスを倒した。
『平成ライダー対昭和ライダー 仮面ライダー大戦 feat.スーパー戦隊』では、仮面ライダーカブトを倒した。
スカイ大旋回キック
敵の周りをセイリングジャンプで旋回、一瞬の隙を突いてスカイキックを決める。99の技の一つであり、カガミトカゲを倒した。この技ではないが強化前でも第12話のナメクジン戦でジャンプ後に1度旋回してからスカイキックを放ち、ナメクジンを倒したことがある。
スカイダブルキック
敵のキックに自分のキックをぶつけてその反動で反転して、もう一回キックする。アブンガーを倒した。

スカイパンチ
空中より飛び掛りながらパンチを放つ。

スカイチョップ
空中より飛び掛りながらチョップを放つ。体内にある電磁ジョイントによって破壊力を強化することが可能。

遠心投げ
ジャイアントスイングのように敵を投げ飛ばす技。アリジゴクジンに大ダメージを与えた。

スカイドリル
腕を回転させて壁に穴をあける。主に敵アジトからの脱出時に使用。

スーパーライトウェーブ
トルネード（ベルト）から渦状の閃光を放つ。対コウモルジン戦が初使用。 音波遮断の特性がある。

セイリングジャンプ
重力低減装置を使い体の周りの重力を弱めて滑空する。飛行中は首に巻いたマフラーが伸び踵に接続、これにより飛行のバランスを取る。最高時速は800キロメートルとされ、スカイターボより劣る。最大飛行高度は10,000メートル。

水平回転チョップ
敵を放り投げた後ジャンプして水平回転、両手で4連続チョップを繰り出す。ドロリンゴが化けたにせスカイライダーに使用。

風車三段投げ
相手を肩に抱えてきりもみしながら空中へジャンプしたあと、自分を軸に三回回転して、遠心力で敵を放り投げ、落下した敵にパンチを打ち込む。99の技の一つで、キギンガーに大ダメージを与えた。

竹トンボシュート
風車三段投げと同形の投げでそのまま地面に叩きつける。99の技の一つ。クチユウレイに大ダメージを与えた。

岩石落し
岩石を両手で持ち上げてジャンプし、そのまま投げ飛ばして地面に叩きつけるというその名の通りの投げ技。ザンヨウジューが岩石形態に化けた時に使用し、同怪人に大ダメージを与えた。

ライダータイフーン脳天落とし
飛びかかりながら足で敵の首を挟み、自分の全体重をかけて敵の脳天を地面に叩きつける。リングベアに大ダメージを与えた。

三点ドロップ
空中で怪人の頭と足を同時に抑えこみ、体を反転させて敵の背中に足をかけ、そのまま落下する。グランバサーミーを倒した。

人体二つ折り
怪力を使いアリコマンドを腰から二つ折りにしてしまう技。30話で使用。

必殺空中稲妻落とし
空中でキャッチした敵を脳天から地上に叩き落す。第30話でオオバクロンを倒した。

ライダームーンサルト
敵の体を空中でキャッチ、ムーンサルトをしながら投げ捨て、脳天から地上に逆さ落としにする。ライダーマンがロープアームでドブネズゴンを投げ飛ばした後に使って同怪人を倒した。

スカイアームドロップ
空中で敵の足を掴み、両腕を自分の足で踏みつけて、そのまま落とす。99の技の一つであり、ガマギラスを倒した。

スカイバックドロップ
空中で敵にバックドロップを仕掛け、相手が逆さまになったところで足首を掴みなおしそのまま頭部から落とす技。オカッパ法師に大ダメージを与えた。

風神地獄落とし
敵の足を掴んでスクリュースピンで上昇、空中で振りまわした後、頭を地面に激突させる。ミミンガーを倒した。

スカイランニングストーム（スカイライトニングストーム）
敵の両腕を押さえ背中合わせのまま走り、連続して頭を叩きつける。99の技の一つであり、ドロニャンゴーに大ダメージを与えた。

ライダー卍固め（）
プロレスで使う卍固めの技。99の技の一つであり、ヘビンガーに大ダメージを与えた。

必殺飛び石砕き
集団で襲ってくるアリコマンドの肩から肩を踏みつけながら走り抜けることでダメージを与える。

念力返しライダースピン
竜巻のように体を回転させて強風を起こして物体を逆流させ、相手の念力を封じる。

槍渡り陽炎の術
自分の体重をゼロにして槍の上に乗ってしまう忍術。99の技の一つである。対黄金ジャガー戦で使用。

パイルドロップ
テレビシリーズに先駆けて劇場版に登場した強化スカイライダーが使用。相手に背中から組み付いてジャンプし、空中で相手の上下を入れ替え両脇を踏みつけつつ落とす。サドンダスに致命傷を与えた。

アニマルトーク
動物の鳴き声を聴き取ることでその心情を察知する。

### スカイターボ
スカイライダーの専用バイクで2話より登場。制作者は志度博士。水素エンジンを搭載し、フロントカウルに内蔵されたHVG（高振動発生装置）から発生する超振動波による体当たり技ライダーブレイクやスカイターボアタックやスカイターボジャンプは強力。コンピューターによる無人走行が可能。車体に専用エンブレムがプリントされている。22話では洋の常用バイクから変形するシーンが描写された。後にスカイライダーの強化に伴いチューンナップされた。変身前はTS250 9型。
制作関連
企画段階ではアルバトロスという名称であった。
ライダーブレイクの設定は、スカイライダーが飛行能力を持つため、バイクを移動手段ではなく攻撃手段として描くため取り入れられた。

デザイン・造形
撮影用のベースマシンは370CCのオフロード車である。劇場版で2台目が新調された。予備も含めて3台製作された。
その後、車両は次作『仮面ライダースーパー1』のブルーバージョンに改造されたという説も存在するが、スタントを務めた谷澤実は同じ車種の別の車両であると証言している。
NGデザインでは旧サイクロン号を意識した配色であった。

### 他作品での活躍
『仮面ライダースーパー1』
劇場版に登場。声は梶哲也。ドグマ復讐兵団に苦戦するスーパー1を助けるために登場。
本作品の最終回（第54話）で7人ライダーとともに宇宙の果てに散ったが、『スーパー1』の時代に地球に帰還したとされている。
『仮面ライダーZX』
テレビスペシャルに登場。声は梶哲也。
『仮面ライダーBLACK RX』
第41話から第47話（最終回）に登場。声は鳥居賞也。西ヨーロッパでクライシス帝国と戦っていた。スカイキックらしき蹴り技を霊界怪人相手に披露したり、高所に潜伏してた敵をセイリングジャンプで発見したことを示唆する描写があった。
漫画『仮面ライダー11戦記』
ネオキングダークとの戦いでは重力低減装置を使って活躍。最終決戦の場に仲間を連れて行った。
映画『劇場版 仮面ライダーディケイド オールライダー対大ショッカー』
冒頭のライダーバトルでは仮面ライダーイクサと戦い、セイリングジャンプで攻撃を回避し、スカイキックを放った。終盤では大ショッカーに苦戦するディケイドを助けるため登場。再びセイリングジャンプも使用した。
映画『仮面ライダー×仮面ライダー W&ディケイド MOVIE大戦2010』
『仮面ライダーディケイド 完結編』の冒頭で空中からディケイド激情態を捜索中にディメンションキックを受けて炎に包まれて墜落後に爆発、ライダーカード化された。声は赤羽根健治。
映画『オーズ・電王・オールライダー レッツゴー仮面ライダー』
ショッカーに苦戦する1号・2号、電王とNEW電王、オーズを助けるため、他のライダーとともに登場。ラストでは登場した全ライダーによるライダーブレイク（オールライダーブレイク）が最終必殺技として使用された。ただし技の掛け声は当時の現役ライダーであったオーズが行なった。
スーパーヒーロー大戦シリーズ
映画『仮面ライダー×スーパー戦隊 スーパーヒーロー大戦』
終盤で他のライダーやスーパー戦隊とともに大ショッカーや大ザンギャックと戦った。同じ飛行能力をもつ鳥人戦隊ジェットマンや仮面ライダーフォーゼとともに、空への攻撃を仕掛けた。
映画『平成ライダー対昭和ライダー 仮面ライダー大戦 feat.スーパー戦隊』
空から攻撃を仕掛け、スカイフライングソーサーで仮面ライダーカブト（ライダーフォーム）を倒すが、仮面ライダーフォーゼ（ロケットステイツ）に敗れ、ロックシードと化した。終盤で復活して地下帝国バダンと戦い、平成ライダーとの最終決戦では冒頭同様、カブトや8号ライダー繋がりの仮面ライダー電王（ソードフォーム）と戦った。声は石川英郎が担当。
映画『スーパーヒーロー大戦GP 仮面ライダー3号』
歴史改変の影響でショッカーライダーになっていたが、最終決戦では1号と2号が復活したことで洗脳が解け、ショッカーに立ち向かった。

## ネオショッカー
世界征服を目論む巨大な秘密組織で、歴代の秘密結社で最初期に猛威を振るったショッカーの名を継ぐ組織だが、直接の関係は不明。
動植物や妖怪をモチーフとした怪人を操り、来るべき食糧危機に備えて世界の増えすぎた人口を3分の1に減らし、残った支配者層になるべき優秀な人間は改造人間として手先に使い世界を支配するのが目的で、中盤からは怪人や兵器などを前面に押し立てた日本征服を展開する。ネオショッカーの凶行を通報された警察官が「おねしょ?」と少年に聞き返すなど、その脅威を認識していない者もいる。
初期では倒された怪人やアリコマンド、その手にかかった犠牲者は、青い光を発しながら蒸発するシーンが随所にあった。初代幹部のゼネラルモンスターが怪人ヤモリジンとして敗北し粛清された後は魔神提督が着任、8人ライダーと死闘を繰り広げた。
シンボルマークは「N・S」の文字を繋げ、かつてのショッカーの如く鷲のように見立てたものが用いられている。
ネオショッカー大首領
「暗黒星雲の帝王」も名乗る、ネオショッカーの支配者。地底王国に大神殿に潜んでいるため姿を見せることはなく、基地の赤い巨眼のオブジェを輝かせて命令を下す。魔神提督の着任後はあまり指示を送らなかったが、第53話でその姿を現す。
その正体は地球侵略を企むB26暗黒星雲が送り込んできた、竜を思わせる巨大な宇宙怪獣。好物は人間の耳で、長大な尻尾と口からの高熱火炎放射が武器。地震を起こすこともできる。洋の母・寿子を捕らえ、自分の世話係をさせていた。
魔神提督を処刑後、直々に采配を振る。第54話で自ら空気中の酸素を破壊させる酸素破壊爆弾を使って日本全土を侵略基地にするV作戦を開始し、7人ライダーとの戦いでは彼らを圧倒するが、戦線復帰したスカイライダーに弱点である右足の裏をボウガンで射抜かれ、7人ライダーのキックの前についに倒れる。最期は酸素破壊爆弾とともに東京上空での自爆を謀るも、8人ライダーのエネルギーを結集させたセイリングジャンプによって大気圏外に飛ばされ、大爆発して果てた。
- 大首領の声はショッカーからデルザー軍団までの大首領と同じ声だが、両者の関係については劇中では語られていない。
- 劇場版『仮面ライダー 8人ライダーVS銀河王』の準備稿『9人ライダー対銀河大要塞』では、魔神提督ではなく大首領が直接指揮をとるという展開になっており、大首領の正体に触れることも検討されていた。
- 第54話では、実物大の頭部と足の造形物が用いられた。第54話の監督を担当した奥中惇夫は、普段とは違う画面作りを意図して最後の爆発シーンに合成を加えようと考えたが思うような描写にならず、時間がなくなり爆発を重ねるのみとなった。
- 書籍『仮面ライダー大全集』では東映作品『仮面の忍者 赤影』の忍獣じじごらとのイメージの類似を指摘している。

### 幹部
ゼネラルモンスター
日本支部初代大幹部。火炎放射も可能なステッキ、短剣と左手の鉄の爪が武器。人殺しを生き甲斐とする冷酷な人物。普段している眼帯にはヤモリが描かれている。
忠実な部下には鷹揚な面を見せるが、基本的には権威主義的な性格であり、逆らわれることや茶化されること、無礼な振舞いを非常に嫌う。また秘密性を重んじる面もあり、作戦実行者の怪人と自身しか秘密を知らない、大首領をも欺く策略を展開してスカイライダーを罠にはめようとする作戦を展開したこともある一方、配下の怪人にスカイライダーの存在を教えていなかったがゆえに、アジトへの侵入と誘拐した人間の奪還を許してしまうなど、時にその秘密性重視の姿勢が裏目に出ることもある。後に大首領から最後通牒を突きつけられ、プロフェッサー・ドクの改造手術によってヤモリジンとなる。
当初は黒い軍服を着ていたが、第9話から階級が上がったことにより、軍服はカーキ色となり、左手は巨大な鉄の爪に改造した。怪人製造に並々ならぬ関心を寄せ、改造人間研究者のプロフェッサー・ドク（後述）とは友人である。
- 書籍などの設定資料より、元・ドイツ国防軍の将校で、ショッカーのゾル大佐と死神博士、デストロンのドクトルGとは面識があり、特にゾル大佐が率いる連隊の副官だったとされている。ただし、ゾル大佐の部下としてかつてはアウシュビッツのガス室管理人ではあったが、隻眼であるのはゾルのように漏れたガスによるものではなく、後年の自衛隊による攻撃を受けた際に負傷したためである。
- 演じる堀田真三はプロデューサーの平山亨から、これまでの堀田のイメージとは異なり派手な動きを抑えて不気味さを表現することを求められ、自らも意識していたが、うまくいかず悔いが残ったことを述べており、またそのことが17話での早期降板につながったのではないか、と語っている。
- 脚本家の伊上勝によるシノプシスでは、正体怪人はゴリラジンの予定だった。

ヤモリジン
ゼネラルモンスターの本体。第16話でライダーとゴキブリジンの戦闘中に突如出現する。ゴキブリジンからの問いかけに味方であると答えたにもかかわらず、ライダーとゴキブリジンの両者に対して攻撃を行い「共に死ね」との言を残して撤退する。
左腕のヤモリの頭と尻尾を分離・変形させたヤモリムチ、頭部のヤモリの足に似た触角（右）に仕込まれたヤモリ爆弾、手形ミサイルが武器。ヤモリ分身の術を駆使する。プロフェッサー・ドクの計算に基づいた改造により、一度はスカイキックもかわしてみせるが、ヤモリ谷での最終決戦ではライダーのスピード面の把握ができていなかったことでトドメを刺し損ね、ヤモリ分身の術も見破られた末にスカイキックを浴びて敗北する。最後はゼネラルモンスターの姿に戻り、ライダーを道連れに自爆しようとしたが、空から魔神提督が放った光線を受け爆死した。
第28話で再生怪人II世部隊の1人として復活したが、ライダーたちの総攻撃の中、1号ライダーのライダーキックで倒された。
『仮面ライダー 8人ライダーVS銀河王』でも再生怪人II世部隊の一人として登場。黄色いマフラーを付けている。XライダーのXキックで倒される。

魔神提督（）
第17話から登場。南米大陸支部において組織でナンバー1の実績を挙げており、その活躍から二代目日本支部大幹部に着任。
不甲斐ない日本支部の怪人を見限り、海外の支部から呼び寄せた複数の有能な怪人による作戦を展開する。しかしながら多数の意味不明な作戦も同時に行っており、怪人をスカウトする時や作戦を採用する時は独特の判断基準を持つ。
残忍、独裁的で無能者や反対者を嫌う性格ではある反面、ユーモラスな一面もしばしば見せ、有能な部下は大いに褒めて厚遇する度量も持つ。常に持っている魔神剣（）は激怒した時に雷を起こすことも可能。
ゼネラルモンスターのように怪人体に変身することはなく、そのままの姿で怪人と同等、もしくはそれ以上の戦闘力を持つ。武器は腰に佩いた長剣、毒液を流し込む入れ歯、右腕に仕込んだ機銃四基と溶解毒ガス攻撃などである。また、左腕は取り外すことで遠隔操作できる。傷付いても月光の間のガラスの棺で月の光を浴びれば回復し、また、時限爆弾となる心臓は本人いわく「倒されても心臓さえ無事ならば大首領によって復元することができる」らしい。
数々の作戦はあえなく失敗し、終盤では洋の父・洋太郎が改造された姿と偽って精神的に追い詰めた洋を自爆で道連れにしようとするが、あと一歩のところで城茂に計画を看破され失敗。2号ライダー、ストロンガー、スカイライダーの3人のライダーキックの前に敗退。最後通告を受けた後の敗北のため、最期は大首領に見限られ残った心臓と兜も粉々に握り潰された。この回で最後の出演となったが、第54話にもオープニングクレジットに表記されたままだった。

その他および各国支部長
第7話において、パリ会議にインド支部長、モスクワ支部長、北京支部長、エジプト支部長、ポーランド支部長が出席。「人間減らし計画」がいずれも順調であると報告している。全員白い覆面をしている。
第18話に5人の裁判員が登場。魔神提督が着任後、プロフェッサー・ドクの死刑判決を下す。そのうちの1人は判決に戸惑ったため、魔神提督に処刑される。上記の各国支部長と同じく素顔は全員白い覆面をしているが、こちらは額にネオショッカーの赤いエンブレムが入っており、黒服を着用している。
隊長蛇塚（）
第52話に登場したネオショッカーのアリコマンド養成所所長。改造人間ナンバーはFX-797（）。他の怪人とは異なり最も人間に近い外観をしている。戦闘時は剣を使用したり、右腕を熊手状の鉤爪に変形・伸縮させて相手を攻撃する。自分を洋の父親（改造人間「FX-777」）だと疑うスカイライダーを挑発し追い詰めようとするが、改造人間ナンバーを見破られた途端にFX-777が関東管区司令官に抜擢されていることをスカイライダーに喋るも、最期は救援に駆け付けたストロンガーとの共闘で倒された。

### 戦力
怪人
幹部の指示に従い、作戦を行なう改造人間たち。ガメレオジンからドラゴンキングまでの怪人は頭部に逆三角形の形をした赤いランプが付いている。これは体内メカの異常な熱上昇を防ぐための冷却装置の作動を示すものであり、闘争心が高まり体内メカがフル稼動し始めると点滅する。怪人の死亡時の体温は2,000℃。主に動植物の能力を移植されているが、妖怪のような姿をした者もいる。初期の怪人には名前の最後に「ジン」という名が付いていたが、中盤以降はマダラカジンを最後に登場しなくなり名前の最後に「ロン」か「ンガー」と付く怪人が何人かいた他は名前の共通語尾はなくなった。魔神提督の着任後は海外の支部から呼び寄せられた強力怪人が投入された。その中には、歴代ライダーを苦戦させたグランバサーミーなどの強敵もいるが、パワーアップしたスカイライダーと歴代ライダーの活躍で駆逐された。劇場版『仮面ライダースーパー1』の「ドグマ復讐兵団」にはネオショッカーの怪人が含まれている。
怪人の中でも隊長や司令官（オオバクロンは王子、黄金ジャガーは将軍）などの称号を持つ者もいる。黄金ジャガーは実際に将軍の階級にあることが作中で語られている。
- デザインは下半身がタイツ姿のシンプルなものがほとんどである。初期の怪人にはショッカー怪人のイメージが反映されている。

戦闘員
アリコマンド
一般の人間を改造し、アリの能力を植え付けられた改造人間。外見は黒いタイツ状の皮膚で全身が覆われ、その額にはアリの改造人間である証としてアンテナ代わりの触角が生えている。腰に巻かれたネオショッカーの紋章をあしらったベルトのバックルは、怪人の金色に対して、下等な改造人間であることを示す銀色である。
通常「ヒャイーッ」または「ケイーッ」という甲高い奇声を上げて意志の表現を行っているが、怪人などとのコミュニケーションの際は必要に応じて人間の言葉を話すことも可能である。ただし時には人間の言葉と奇声が交じり合ってしまうこともある。
身体的には250キロの物体を持ち上げられ、100メートルを5秒で走り、10メートルの跳躍力を持つとされている。特殊能力としては、地中から自由に出現できるアリの能力を与えられている。また、人間に化けて活動することも多く、筑波洋を欺いたこともある。時には岩石に姿を変えることもあった。
死ぬとマスクの口の部分から白いガスを吐き、全身が青白く光り溶けて消えてしまう。例外的に、死後白骨化してしまう場合や、爆発する場合もあった。
通常は武器を持たないが、作戦に応じて棒や剣、チェーンなどを与えられる。オートバイテクニックにも優れており、一部隊に456人いるとされる。中には特訓によりスカイライダーと同等のスカイキックを修得した者もいるが、そのほとんどは怪人の能力の実験台にされたり、役に立たなくなったと判断されると即座に廃棄処分にされる。
ちなみに、劇中ではアリコマンドの改造・修理過程や育成のための養成所が描かれている。
怪人1体につき20人支給され、第36・37話ではドラゴンキング配下の拳法を使用する部隊「闇の戦士団」が登場した。作業の合間に指相撲をして遊んでいるなどお茶目で人間臭い者も存在する。このほか、玩具のみであるがアリコマンダーと呼ばれる、軍服と軍帽を着用した指揮官らしき存在が設定されている。
ドクロ暗殺隊
第53話 - 第54話（最終話）に登場した大首領直属のアリコマンド部隊（隠密隊）。顔をドクロの面で覆っている。隊長はマントを着用している。
魔神提督亡き後、大首領の命令により洋と母親を襲撃する。通常のアリコマンドよりも戦闘力を上回っている（彼ら曰く「雨のように襲い風のように人を刺す」）。駆け付けた一文字隼人と洋により全滅したかに見えたが、生き残った隊長はボウガンで洋の母を殺害、怒りに燃える洋の反撃により絶命。スカイライダーはこのボウガンで大首領の弱点である右足の裏を射抜く。
巫女集団
第52話 - 第54話（最終話）に登場した大首領直属のアリコマンド部隊。魔神提督（第52話の冒頭シーン）と共に大首領の怒りを静めるために用いられた。主に大首領のために舞いを披露したり、食事など身の回りの世話をしたりすることが主任務。ちなみに巫女とはいえ、全員が男性を改造したアリコマンドである。
この他、第29話ではヒカラビーノを祝福するため古代エジプト衣装を着た女性の踊り子が、第32話ではなまはげの恰好をして太鼓を叩くアリコマンドも登場していた。
アリコマンド少年隊
第50話に登場した子供のアリコマンド部隊。タガメラスが誘拐した男児（少年）を改造した姿。ただし男児すべてが改造されるのではなく、とくに大人や悪童に険悪感を抱く少年を選抜し、また適性テストで合格者のみ厳選され、不合格者はタガメラスに血や水分を吸い尽くされる（その後の少年の生死は不明）。タガメラスがスカイライダーに倒されると、少年たちは元の人間の姿に戻っていった。
アリコマンド養成所
第38話・第52話に登場したネオショッカーの戦闘員アリコマンドの養成施設。
- 第38話では、所長の怪人ガマギラスの下、ネオショッカーの科学者ドクター・メデオが若い男性たちにアリコマンドになるための脳改造手術を施していた。ちなみにマコリアインターナショナルという架空の警備会社の募集という形で、若い男性たちを集めていた。ストロンガーとスカイライダーの活躍により、養成所は破壊されている。その戦いの際、感電死したアリコマンドが1名、仮面ライダーたちに盾とされてガマギラスの溶解液を浴びて溶けてしまった不幸なアリコマンドが2名いた。
- 第52話に登場した養成所は改造後のアリコマンドの訓練施設であった。所長は隊長蛇塚。一人前の戦闘員になるために訓練中のアリコマンドたちが、激情に身を任せて突入してきたスカイライダーによって攻撃を受けた。一時的に優勢に立ったもののストロンガーが加勢に加わり、形勢が不利になった途端に逃げ出すアリコマンドも多数存在した。

### 科学者
白アリコマンド
科学班に所属する白アリの能力を付与した改造人間。怪人製作やライダーの能力分析が主な任務。白いタイツ状の皮膚で全身が覆われており、アリコマンドと同様に額に退化した触角を持っている。
腰に巻かれたネオショッカーの紋章をあしらったベルトのバックルは、やはりアリコマンドと同様に下等な改造人間であることを示す銀色である。
アリコマンドと同様に甲高い奇声をあげて意志の表現を行うが、人語を話すこともある。
筑波洋を改造した際には志度博士が助手として特に手先の器用な白アリコマンドを選んだと当時の児童向け資料に書かれている。
また、戦闘能力は一般のアリコマンドと比較しても、著しく劣っている。
普段はアジト内で活動するが、例外的に第40話では怪人オカッパ法師の頭部の皿が乾かないように湿らす専属要員として2名の白アリコマンドが最前線での任務に就いた。やはり無抵抗の状態でスカイライダーに2名とも倒されている。
52話では、頭に銀色の横線がついており、金色のグローブやブーツに赤いマントを着用した者も登場した。

プロフェッサー・ドク
第16話から第18話に登場した、白タキシード姿の改造人間博士。過去の戦闘映像をもとにスカイライダーの能力・戦力分析を行い、作中ではゴキブリジンとゼネラルモンスター（ヤモリジン）の改造に携わった。ゼネラルモンスターとは友人の間柄で忠誠心も厚く、彼のスカイライダー打倒計画をサポートしたが、その死後に着任した魔神提督により死刑判決を受け、抗議も空しく「無能」と一蹴された末に、シビレイジンの電気椅子により消滅する。

ドクター・メデオ
第38話に登場。鼻が伸びた仙人のような格好をした科学者で、脳改造が趣味。求人広告で若者たちを集めてアリコマンドにしたり、洋を再改造したりしようとした。アジトに乗り込んだストロンガーの電ショックにより倒された。

死人博士（）
第42話に登場。正体はゾンビーダの変身体。黒い帽子に黒マントの姿をしており、杖を使ってゾンビーを操る。

ドクターX
第52話に登場。小児科医院にカモフラージュしたアリコマンドドックでアリコマンドの修理・廃棄を手がけている。
洋、城茂に父のことを問い詰められた際に洋の父・洋太郎をネオショッカーに勧誘したこととFX-777の改造手術担当者であることを話し、さらに洋太郎を「自身が改造した人間の中でも最高の芸術作品」と豪語したことで洋の逆鱗に触れ、制裁を受けた。

## キャスト

### レギュラー・準レギュラー
- 筑波洋 / 仮面ライダー - 村上弘明
- 叶みどり[注釈 36] - 田中功子（1 - 17話）
- 杉村ミチ[注釈 37] - 伏見尚子（2 - 9,11 - 15話[注釈 38]）
- 野崎ユミ[注釈 39] - 巽かおり（3 - 9,11 - 17,33 - 39,41 - 54話[注釈 40]）
- 飛田今太[注釈 41] - 東隆明（1 - 12,14 - 16話[注釈 42]）
- 伊東ナオコ - 鈴木美江（18 - 54話）
- 小沢アキ - 江口燁子（18 - 54話）
- 沼 - 高瀬仁（14 - 29,31 - 34,36 - 54話[注釈 43]）
- 叶シゲル - 白鳥恒視（6,7,14,16 - 19,21,22,24,26 - 29,31,33,36,41,42,44,46,47,51,53,54話）
- 矢田勘次 / がんがんじい - 桂都丸[注釈 44]（34 - 52,54話）
- ゼネラルモンスター - 堀田真三（1 - 17話）
- 魔神提督 - 中庸助（17 - 53話[注釈 45]）
- 志度会長[注釈 46] - 田畑孝（1 - 13話）
- 谷源次郎 - 塚本信夫（14 - 54話）

### 声の出演
- 大首領 - 納谷悟朗（1,3 - 8,16,32,52 - 54話[注釈 47]）
- ナレーター - 中江真司

### 主なゲスト出演者
- 高森真一 - 石井茂樹（2話）
- 高森健二 - 鵜川貴範（2話）
- 母親 - 森愛（3話）
- さとる少年 - 新井裕人（3話）
- のぶ子 - 神林由香（3話）
- 少年 - 上村貢、谷田秀之、大神田潔、伊達直敏（3話）
- 上村可也 - 長谷川真由美（4話）
- 本田博士 - 河合絃司（4話）
- 山本助手 - 田中隆（4話）
- 田代博士 - 水村泰三（5話）
- 田代美也子 - 妃口久美子（5話）
- 田代絵美 - 満中志保（5話）
- 機長 - 中屋敷鉄也（5話）
- 警備員AB - 河原崎洋夫、上田洋司（5話）
- 三田雪江 - 上原美佐[注釈 48]（6話）
- 院長 - 相馬剛三（6話）
- 久美子 - 吉田みどり（6話）
- 医師 - 石塚信之（6話）
- 母親 - 重盛てる江（7話）
- 満 - 藤原哲也（7話）
- 京子 - 塩月徳子（7話）
- ハイカーの男 - 今井久（7話）
- ハイカーの女 - 萩野みどり（7話）
- 村上頭取 - 佐藤晟也（8話）
- 三好良一 - 中田博久（9話）
- ミスター怪力 - 団巌（9話）
- パンチャー鈴木 - 吉宮慎一（9話）
- トレーナー - 原田力（9話）
- 良次 - 武田弘樹（9話）
- 純平 - 三浦浩史（9話）
- 純子先生 - 橘麻記（10話）
- たくみ - 榎本哲也（10話）
- 明夫 - 増田忠則（10話）
- 正彦 - 根岸智夫（10話）
- 正夫 - 長田義嗣（10話）
- ミツコ - 香野なつみ（11話）
- ジロウ - 平井公彦（11話）
- タケシ - 斉藤真一（11話）
- ススム - 森宏之（11話）
- オサム - 上村貢（11話）
- 少年A - 田藤実（11話）
- 少年B - 斉藤幸徳（11話）
- 少年C - 秋葉信実（11話）
- 女子大生A - 石川洋子（11話）
- 女子大生B - 吉川潤子（11話）
- 清水浩夫 - 藤山浩二（12話）
- 母親 - 伊藤慶子（12話）
- 清水公夫 - 伊藤としみ（12話）
- 男A・B - 石塚信之、宮本友彰（12話）
- 今井博士 - 相馬剛三（13話）
- 警官A - 河原崎洋夫（13話）
- 警官B - 奈良光一（13話）
- 母親 - 八百原寿子（14話）
- 子供 - 小林綾子（14話）
- 岡田博士 - 田川勝雄（15話）
- 父親 - 木村修（15話）
- 母親 - 小甲登枝恵（15話）
- 作業員ABC - 上田弘司、宮本知彰、赤坂順一（15話）
- 母親 - 宮本幸子（16話）
- 子供 - 川崎絵美里（16話）
- 技師A・B - 橋本春彦、上田弘司（16話）
- 三田 - 長沢大（18話）
- なぎさの母 - 中村万里（18話）
- 三田なぎさ - 高梨路子（18話）
- 野村博士 - 太刀川寛（19話）
- 野村トシキ - 加藤守夫（19話）
- 山田助手 - 片桐次郎（19話）
- 医師 - 山浦栄（19話）
- 父親 - 藤山浩二（20話）
- 安田弓子 - 原あけみ（20・21話）
- 里の子 - 山本日出一（20話）
- 釣人A・B・C - 佐藤吉蔵、大家博、赤石富和（20話）
- 金山 - 相馬剛三（21話）
- 清 - 杉本司（21話）
- 井本 - 鎌田功（21話）
- シン - 野沢勝（22話）
- みつ子 - 小林綾子（22話）
- 風見志郎 / 仮面ライダーV3 - 宮内洋（23・34・35話）[注釈 49]
- 伊東次郎 - 北村総一郎（23話）
- 川口博士 - 南城竜也（24話）
- 川口さゆり - 大久保和美（24話）
- エルザ - ワニタ・ソマーボルト / 声 - 菊池紘子（25話）
- 看護婦 - 石川洋子（25話）
- 中学生 - 内田大嗣（25話）
- 遠藤先生 - 橘麻記（26話）
- 校長 - 河合絃司（26話）
- 老巡査 - 里木佐甫良（26話）
- 義雄 - 榎本哲也（26話）
- 学友 - 牧野英臣（26話）
- 看護婦 - 桜田薫（26話）
- 運転手 - 田口和政（26話）
- 警官 - 小山昌幸（26話）
- 泉田 - 佐々木一哲（27話）
- 娘 カオリ - 猪又ゆう子（27話）
- 吉田 - 柄沢英二（28話）
- あきら - 猪野塚弘之（28話）
- よし子 - 渡辺直美（28話）
- 館長 - 武内文平（29話）
- ガイド - 衣通月子（29話）
- 看護婦 - 平野まり（29話）
- 母親 - 谷本小代子（29話）
- 小池先生 - 久保田民絵（30話）
- 令子 - 城山美佳子（30話）
- ミノル - 村田博（30話）
- ススム - 吉田博紀（30話）
- 小沢オサム - 佐藤義浩（30・43・44・49話）
- マスミ - 高砂洋子（30話）
- 京子 - 浜田友里子[注釈 50][66]（30話）
- 神敬介 / Xライダー - 速水亮（31・32話）
- ユキ子[注釈 51] - 野川愛（31・32話）
- 伊東タケシ - 内田大嗣（31・32・44・47話）
- 三郎 - 田屋雅幸（31・32話）
- ユキ子と三郎の父[注釈 51] - 松本朝夫（31・32話）
- タケシの友達 - 神崎哲也、小野寺勝、加藤武志（31・32話）
- 結城丈二 / ライダーマン - 山口豪久（33話）
- アキオ - 青山匡志（33話）
- アベックの男[注釈 51] - 杉欣也（33話）
- 南博士[注釈 51] - 明石勤（34・35話）
- 南亜矢子[注釈 51] - 桜井浩子[注釈 52]（34・35話）
- ナオコとアキのボーイフレンドたち - 阿部健多、澤田洋、佐藤昇（34・35話）
- 一文字隼人 / 仮面ライダー2号 - 佐々木剛（36・37・39・40・53・54話）
- 上条清子[注釈 51] - 麻生淳子（36・37話）
- 上条タケシ[注釈 51] - 吉野恒正（36・37話）
- ケンタ - 斉藤高広（36・37話）
- 城茂 / 仮面ライダーストロンガー - 荒木しげる（38・52 - 54話）
- 雄一郎 - 植松健（38話）
- 雄一郎の母 - 西朱実（38話）
- 青年[注釈 51] - 榎戸一郎（38話）
- ミス・キレーダ[注釈 51] - 松香ふたみ（39・40話）
- ススム - 遠藤卓也（42話）
- タカシ - 藤原哲也（43話）
- 住職 - 河合絃司（43話）
- 岸川 - 柄沢英二（44話）
- 村人[注釈 51] - 小池幸次（45話）
- 駐在[注釈 51] - 夏木章（45話）
- 黒沼三平[注釈 51] - 早川勝也（47話）
- 三平の父[注釈 51] - 山中康司（47話）
- 幼少時代の筑波洋[注釈 51] - 岩城歩（47話）
- 浩介[注釈 51] - 安田勝明（48話）
- 浩介の母[注釈 51] - 中真千子（48話）
- 医師[注釈 51] - 久遠利三（48話）
- 陽介[注釈 51] - 島田雄三（49話）
- サダオ[注釈 51] - 細川明（50話）
- マサオ[注釈 51] - 高柳裕之（50話）
- トシオ[注釈 51] - 玉井弘二（51話）
- 筑波寿子[注釈 51] - 折原啓子（52 - 54話）
- 筑波洋太郎[注釈 51] - 加藤和夫（52・53話）
- 長沼博士[注釈 51] - 西本裕行（52話）

### スーツアクター
スカイライダー役の中屋敷鉄也は、東映プロデューサーの平山亨から指名されたものの、面をつけての芝居に嫌気が差しており『戦国自衛隊』への出演も決まっていたことから、本作品への出演を思い悩んでいた。しかし、後輩の仕事を確保するために出演を決めた。
- スカイライダー[出典 5]、仮面ライダー1号[68]、仮面ライダーV3（34、35話の一部） - 中屋敷鉄也
- スカイライダー（31 - 33話の一部代役）[68]、偽スカイライダー[68] - 新堀和男
- 仮面ライダー1号[68]、仮面ライダー2号[68] - 岡田勝
- ライダーマン[68]、怪人[注釈 53] - 赤坂順一
- 仮面ライダーX（54話）[72]、偽スカイライダー[72]：岩泉芳武
- 仮面ライダーストロンガー[68] - 橋本春彦
- スカイライダー（トランポリン）[2][34]、仮面ライダー1号[68]、仮面ライダー2号[68]、偽スカイライダー[68]、怪人[68][注釈 54] - 上田弘司
- 仮面ライダー2号[68]、仮面ライダーV3[68]、仮面ライダーストロンガー[68]、偽スカイライダー[68][74]、怪人[68][注釈 55]、がんがんじい - 河原崎洋夫
- アリジゴクジン[70] - 宗方慎一
- 大首領[74][75] - 石塚信之

## スタッフ
本作品、そして次作『スーパー1』で多数の脚本を執筆した土筆勉は、かつて「高田裕史」の名で俳優として活動しており、『仮面ライダー』や『V3』にも端役で出演した経験がある。
- 原作 - 石森章太郎
- 連載 - テレビマガジン、テレビランド、たのしい幼稚園、冒険王、おともだち、毎日小学生新聞（第1 - 26話）
- プロデューサー - 平山亨、阿部征司（第18 - 54話）
- 脚本 - 伊上勝、平山公夫、江連卓、田口勝彦[注釈 56]、土筆勉、鷺山京子、鈴木生朗
- 音楽 - 菊池俊輔
- 撮影 - 小林武治、工藤矩雄、松村文雄
- 照明 - 戸塚和夫
- 美術 - 高橋章、丸山裕司
- 助監督 - 工藤清、大上典保、草間宏之、廣西真人、大野義弘
- 仕上製作 - 映広音響
- 録音 - 太田克己
- 編集 - 菅野順吉
- 効果 - 今野康之（スワラプロ）
- 選曲 - 茶畑三男
- 記録 - 安部伸子、勝原成子、福富京子、伊藤明子、藤本洋子、栗原節子
- 撮影チーフ[注釈 57] - 松村文雄、斉川仁、川合俊二
- 照明チーフ[注釈 58] - 本田純一、諸星輝男
- 技斗 - 岡田勝
- 装置 - 内藤靖夫
- 装飾 - 大晃商会
- 衣裳 - 東京衣裳
- 美粧 - 入江美粧
- 操車 - スリーチェイス
- キャラクター製作 - コスモプロ
- ハングライダー - BIG BARD（第1 - 24話）
- 特撮 - 矢島企画（第1 - 15話）
- 怪人設定 - 榊精一郎
- 合成 - チャンネル16
- ECG - 東通ecgシステム（第1 - 19話）
- 協力 - スズキ自動車、新日本国内航空（第3 - 17話）、行川アイランド
- 現像 - 東映化学
- 進行主任 - 小迫進、川上正行
- 制作担当 - 佐久間正光
- 監督 - 山田稔、田口勝彦、奥中惇夫、田中秀夫、平山公夫、広田茂穂
- 製作 - 毎日放送、東映

## 音楽
『組曲 仮面ライダー』と題した前期BGM集（作曲・編曲ともに菊池俊輔）が番組開始時に発売された。これはシリーズで初めて商品化を前提にステレオ録音されたBGM集で、前期オープニングとエンディングや「変身!仮面ライダー」の各アレンジ曲も含まれていた。
番組前期に発売されたセリフ&効果音入り「アクションシリーズ」EPには「燃えろ!仮面ライダー」と「復活 〜よみがえる仮面ライダー」（『組曲 仮面ライダー』序曲）および「変身!仮面ライダー」「はるかなる愛にかけて」の4曲が収録された。
劇場版『仮面ライダー 8人ライダーVS銀河王』および番組後期では、追加録音されたBGM（編曲は武市昌久）も使用された。CDには『組曲 仮面ライダー』のみのものと、後期BGMを含めたものの両方がある（組曲 仮面ライダー#関連音盤を参照）。武市は後期エンディングや挿入歌の編曲にも参加した。

### 主題歌
第2話以降の恒例となっていたオープニングラストの中江真司によるライダー説明ナレーションは、本作品の前期が最後となった。また第1作『仮面ライダー』と同様に、番組途中でオープニングテーマも変更された。これに伴い映像も刷新され、さらにエンディングも含めて歌詞テロップが表示されるようになった。
オープニングテーマ
「燃えろ!仮面ライダー」（第1話 - 第28話）
作詞 - 石森章太郎 / 作曲・編曲 - 菊池俊輔 / 歌 - 水木一郎、こおろぎ'73
- 当初、オープニングは「変身！仮面ライダー」に予定されており、テレビサイズの録音もされていたが、パンチ（迫力）不足ということで「燃えろ！仮面ライダー」に変更された。そのため、BGMのアレンジ曲も「変身！仮面ライダー」の方が多い。
- 放送開始前の特番『不滅の仮面ライダースペシャル』における新ライダー紹介コーナーでは「燃えろ！仮面ライダー」と「変身！仮面ライダー」が編集で繋げられて使われていた。ただし、どちらも別テイクでありCD化されている音源ではない。
- たいらいさおによるカヴァー・ヴァージョンも存在する。
- オープニング映像は石森章太郎が絵コンテを担当した。

「男の名は仮面ライダー」（第29話 - 第54話）
作詞 - 石森章太郎 / 作曲・編曲 - 菊池俊輔 / 歌 - 水木一郎
- 第29話では挿入歌として使用された。

エンディングテーマ
「はるかなる愛にかけて」（第1話 - 第28話）
作詞 - 八手三郎 / 作曲・編曲 - 菊池俊輔 / 歌 - 水木一郎、こおろぎ'73
「輝け！8人ライダー」（第29話 - 第54話）
作詞 - 八手三郎 / 作曲 - 菊池俊輔 / 編曲 - 武市昌久 / 歌 - 水木一郎、ザ・チャープス
- 小林克也による英語の合いの手がイントロに入る。
- 劇場版『仮面ライダー 8人ライダーVS銀河王』ではささきいさお歌唱版がOPとして使用された。カラオケは水木版、ささき版ともに（イントロとバックコーラスを含めて）同じ音源である。

### 挿入歌・イメージソング
「変身！仮面ライダー」
作詞 - 石森章太郎 / 作曲・編曲 - 菊池俊輔 / 歌 - 水木一郎、こおろぎ'73
- 主題歌（上記）を参照。
- 本作品用の歌曲において歌詞に「スカイライダー」が入っているのは本曲と「燃えろ！仮面ライダー」のみ。

「オーオー仮面ライダー」
作詞 - 八手三郎 / 作曲・編曲 - 菊池俊輔 / 歌 - 水木一郎、こおろぎ'73、ザ・チャープス
「地平線からやってきた男」
作詞 - 石森章太郎 / 作曲・編曲 - 菊池俊輔 / 歌 - 水木一郎
「あれは仮面ライダー」
作詞 - 石森章太郎 / 作曲 - 菊池俊輔 / 編曲 - 武市昌久 / 歌 - 水木一郎、ザ・チャープス
「いま斗いの陽が昇る」
作詞 - 石森章太郎 / 作曲 - 菊池俊輔 / 編曲 - 武市昌久 / 歌 - ささきいさお、ザ・チャープス
- サビ直前に小林克也による英語の合いの手が入る。
- 本来、劇場版のために作られた歌で、ささき版「輝け！8人ライダー」とともに劇場版主題歌のシングルに収録されたが、劇中では結局、使用されなかった。
- 本曲は主題歌・挿入歌LPにも収録されたが、一方、ささき版「輝け！8人ライダー」は劇場版シングルと同ドラマ編LPのみで、主題歌・挿入歌LPには収録されなかった。

主題歌・挿入歌LPには「8人ライダーヒットメドレー」というインスト曲も収録された。これは歴代オープニング曲と「ぼくのライダーマン」および「いま斗いの陽が昇る」のメロディーを繋げたものである（編曲：武市昌久）。同曲は劇場版およびテレビ版後期の戦闘シーンのBGMとして使用されたが、現在でもBGM集ではなく主題歌・挿入歌CDに収録されている。
他の挿入歌として、第45話で山口百恵の「ロックンロール・ウィドウ」、第50話でジューシィ・フルーツの「ジェニーはご機嫌ななめ」がそれぞれブランカのシーンで使用されている。

## 制作
制作はそれまでのシリーズと同じく東映と毎日放送で、スタッフもプロデューサーに平山亨と阿部征司、監督に本作品へと参加するために同時期の『バトルフィーバーJ』を離脱した山田稔と『仮面ライダーアマゾン』以来の田口勝彦、音楽に菊池俊輔、メイン脚本家に伊上勝、殺陣に大野剣友会、ナレーションに中江真司と、これまでのシリーズを支えてきた顔ぶれが揃っており、基本的に初代の『仮面ライダー』から大きなスタッフ変更はない。平山側からの「ライダーのスーツアクターは大野剣友会の中屋敷鉄也（現：中屋敷哲也）で」との要望を酌み、技斗（殺陣師）にはそれまでのシリーズでスーツアクターと技斗を担当していた岡田勝を迎えた。中屋敷は、ライダーマンを除く仮面ライダー1号から仮面ライダーストロンガーまでの全ライダーを演じた人物である。美術はエキスプロダクションの高橋章、キャラクター造形は同社を退社した三上陸男が立ち上げたコスモプロダクションが担当した。
主役に関しては東映主催による一般公募形式のオーディションが開催され、3,786人の応募者の中から新人の村上弘明が選ばれた。また主役オーディションと同時にヒロイン3役のオーディションも開催され、応募者2,010名の中から2名が選ばれたが、叶みどり役は該当者なしとなり、養成所の推薦により田中功子が起用された。
撮影所はこれまでのシリーズの拠点だった東映生田スタジオが前年に撤退したため、東映東京撮影所が制作拠点となった。ロケ地も以前は生田スタジオがあった川崎市北部が中心だったが、本作品からは関越自動車道沿いの埼玉県南西部が中心となった。アクションの撮影は、生田スタジオ時代は赤土の多い三栄土木を用いていたが、本作品以降は石の多い場所だったため、岡田はロケ場所探しが難しかったと述べている。

### 企画経緯
1977年に公開されたアニメ映画『宇宙戦艦ヤマト』のヒットをきっかけとしてアニメなどのリバイバルブームが起こり、『仮面ライダー』や『ウルトラマン』などの特撮作品にも注目が集まっていた。児童向け雑誌『テレビマガジン』では、1978年6月号での特集「きみはぜんぶおぼえているかい?ウォンテッド!ライダー怪人」が大反響を起こし、この後、仮面ライダーシリーズがカラーページで特集され、関連のムック類もヒットするようになった。石森プロでは旧作品の上映会を実施し、1979年4月からはTBS系列で第1作『仮面ライダー』の再放送が開始されるなど、本放送当時に視聴者であった青年層を中心に仮面ライダーブームが広がっていった。
プロデューサーの平山はこのブームの動向を分析しており、1978年9月に毎日放送からの要請に応じ、本格的に新たな仮面ライダーの制作に乗り出した。企画に際し、平山は仮面ライダーファンクラブの会合に出席してファンからのアイデアも取り込もうとしていた。
当初、希望していた1979年4月からの放送開始は放送枠が確保できなかったために見送られたが、出版方面が堅調であることや同年正月に後楽園ゆうえんちで開催された仮面ライダーショーが例年の倍以上の集客となったことなどを理由として企画は継続され、同年10月からの放送に至った。
また、平山はスタッフに監督の山田と脚本家の伊上らそれまでのシリーズの中心人物を迎えたが、前作までの共同プロデューサーであった阿部征司は、前作までの番組制作で得た達成感や本作品が失敗した場合のデメリットなどから、仮面ライダーシリーズの新作の制作に否定的であったため、参加を固辞している。

### 内容の変遷

#### 初期の特徴
当初は「初代」の『仮面ライダー』を意識し、仮面ライダー旧1号をベースにディテールアップした新たな仮面ライダー（スカイライダー）と、人間に既存の生物の能力を加えて改造したシンプルな怪人との戦いを主体にしたハードなストーリーが展開された。また、主人公にはそれまでの仮面ライダーと差別化するセールスポイントとして、重力低減装置による飛行能力「セイリングジャンプ」と、専用オートバイ「スカイターボ」で壁を破る必殺技「ライダーブレイク」が加えられた。この2点は、再放送の視聴率が低く毎日放送の局長会議が不調に終わったことから旧シリーズにない新要素として導入された。セイリングジャンプのシーンを始めとする本作品の特撮技術には、『宇宙からのメッセージ』で初めて使用された東通ecgシステムのビデオ合成が取り入れられた。
しかし、原点回帰を意識したがためにやや地味になったストーリーと、主役である仮面ライダーのキャラクター性の弱さのため、期待通りの視聴率は得られなかった（平均視聴率は、関東13.2パーセント、関西14.2パーセント）。また、飛行能力などの新機軸も充分にストーリーに生かすことができず、次第に使用されなくなった。

#### 路線変更
こうした苦境の中で、多くの番組強化策が行われた。まず、舞台をハンググライダークラブから喫茶店「ブランカ」に移してレギュラーキャラクターを一新し、主人公が仲間たちのバックアップを受けて戦うことが強調された。また、悪の組織ネオショッカーの指揮官を服装や性格に軍人色の強いゼネラルモンスターから、派手で陽性な魔神提督に交代させ、コミカルな作戦も取り入れた。
そして第20話からは、歴代の仮面ライダーが次々にゲスト出演する。さらにサブヒーローとして9番目の仮面ライダーとなる「仮面ライダーV9」の登場も予定されたが、ゲストライダー編が好評を得て視聴率が向上したことによりV9の登場は見送られ、次作『仮面ライダースーパー1』の設定の基となった。
東映は、前シリーズプロデューサーの阿部征司にも参加を打診。前述の通り制作開始前には本作品に否定的であった阿部も、何をやってもいいという条件でこれを受諾した。阿部は自身が好む明るく楽しいシンプルなヒーロー像へのイメージの一新を目指し、スカイライダーの配色や主題歌の変更を決定した。
スタッフ面では、監督陣にも新しい人材をという毎日放送からの要請を受けて、シリーズ初参加となる田中秀夫が監督に加わった。また阿部はメイン脚本の伊上勝が行き詰まっていると感じ、伊上を降板させた。
第28話で歴代仮面ライダーの特訓によってスカイライダーはパワーアップを遂げ、より明るい体色にスタイルを一新した。この新たなスカイライダーは、劇場映画『仮面ライダー 8人ライダーVS銀河王』でテレビに先駆けて披露され話題を撒いた。その後も様々な工夫が凝らされ、歴代ライダーの素顔での登場、コミカルな脇役ヒーロー・がんがんじいの活躍、怪談シリーズと銘打たれたホラー色の強い連作など、話題を提供し続けた。伊上に替わりメインライターを務めた江連卓は、「改造された人間がすごい力で敵をやっつける」という内容を嫌い、「人間は肉体の鍛錬や思考を限界まで行って敵に打ち勝つ」ということを伝えるため、主人公を過酷な目にあわせる内容を中心としたと述べている。江連は恋愛要素も盛り込みたいと考えていたが、阿部の賛同は得られず実現に至らなかった。
こうした番組強化の流れの中で、主人公も徐々にキャラクターが定着して魅力を発揮するようになり、当初の予定から若干延長した1年間強の放映となった。それ以降は、村上のスケジュール調整がかなわずに放映を終了し、『仮面ライダースーパー1』に引き継がれた。

## 放送日程
本作品の放送開始に先駆け、1979年9月8日には放送開始記念の特別番組『不滅の仮面ライダースペシャル』が放送された。
| 放送日         | 放送回 | サブタイトル                                 | 登場怪人 | ゲスト仮面ライダー | 脚本     | 監督     |
| -------------- | ------ | -------------------------------------------- | --- | --- | -------- | -------- |
| 1979年10月05日 | 1      | 改造人間 大空を翔ぶ                          | - ガメレオジン（声 - 沢りつお） | - | 伊上勝   | 山田稔   |
| 10月12日       | 2      | 怪奇！クモンジン                             | - クモンジン（声 - 仁内達之） - 素体・ナンバー105（演 - 団巌） | - | 伊上勝   | 山田稔   |
| 10月19日       | 3      | 勇気だ！コウモリ笛の恐怖                     | - コウモルジン（声 - 村越伊知郎） - 人間態・公園の老人（演 - 久地明） | - | 伊上勝   | 田口勝彦 |
| 10月26日       | 4      | 2つの改造人間 怒りのライダーブレイク         | - サソランジン（声 - 八代駿） - 素体・上村美也（演 - 里見和香） | - | 伊上勝   | 田口勝彦 |
| 11月02日       | 5      | 翔べ 少女の夢をのせて                        | - ドクバチジン（声 - 市川治） | - | 伊上勝   | 山田稔   |
| 11月09日       | 6      | キノコジン 悪魔の手は冷たい                  | - キノコジン（声 - 梶哲也） - 人間態・ニセ雪江（演 - 上原美佐） | - | 平山公夫 | 山田稔   |
| 11月16日       | 7      | カマキリジン 恐怖の儀式                      | - カマギリジン（声：沢りつお） - 人間態（演 - 河原崎洋夫） | - | 伊上勝   | 田口勝彦 |
| 11月23日       | 8      | ムカデンジンの罠 謎の手術室                  | - ムカデンジン（声 - 槐柳二） - 人間態・進堂誠（演 - 神弘） | - | 伊上勝   | 田口勝彦 |
| 11月30日       | 9      | コブランジンの殺人軍団                       | - コブランジン（声 - 辻村真人） - 人間態（演：中屋敷鉄也） | - | 伊上勝   | 山田稔   |
| 12月07日       | 10     | 見た！カニンガージンの秘密                   | - カニンガージン（声 - 梶哲也） | - | 平山公夫 | 山田稔   |
| 12月14日       | 11     | サンショウジン！地獄谷の脱出                 | - サンショウジン（声 - 槐柳二） | - | 江連卓   | 山田稔   |
| 12月21日       | 12     | 暗闇のサンタクロース あぁ〜変身不可能        | - ナメクジン（声：山下啓介） - 人間態（演 - 天野正登） | - | 伊上勝   | 田口勝彦 |
| 12月28日       | 13     | アリジゴクジン 東京爆発3時間前               | - アリジゴクジン（声 - 峰恵研） | - | 伊上勝   | 田口勝彦 |
| 1980年01月04日 | 14     | ハエジゴクジン 仮面ライダー危機一髪          | - ハエジゴクジン（声 - 村越伊知郎 | - | 伊上勝   | 山田稔   |
| 1月11日        | 15     | 恐怖 アオカビジンの東京大地震                | - アオカビジン（声 - 辻村真人） | - | 平山公夫 | 山田稔   |
| 1月18日        | 16     | 不死身のゴキブリジン Gモンスターの正体は？   | - ゴキブリジン（声 - 市川治、第16話） - ゼネラルモンスター / ヤモリジン - プロフェッサー・ドク（演 -高杉玄）                                                                            | - | 伊上勝   | 山田稔   |
| 1月25日        | 17     | やったぞ！Gモンスターの最後                  | - ゴキブリジン（声 - 市川治、第16話） - ゼネラルモンスター / ヤモリジン - プロフェッサー・ドク（演 -高杉玄）                                                                            | - | 伊上勝   | 山田稔   |
| 2月01日        | 18     | 魔神提督の電気ジゴク大作戦                   | - シビレイジン（声 - 八代駿） - プロフェッサー・ドク | - | 伊上勝   | 奥中惇夫 |
| 2月08日        | 19     | 君も耳をふさげ！オオカミジン 殺しの叫び      | - オオカミジン（声 - 沢りつお） - 人間態（演 - 新海丈夫） | - | 伊上勝   | 奥中惇夫 |
| 2月15日        | 20     | 2人の仮面ライダー もう1人はだれだ？          | - サイダンプ（声 - 仁内達之） - クラゲロン（声 - 峰恵研） | - ストロンガー（声 - 池水通洋） | 伊上勝   | 山田稔   |
| 2月22日        | 21     | ストロンガー登場 2人ライダー対強敵2怪人      | - サイダンプ（声 - 仁内達之） - クラゲロン（声 - 峰恵研） | - ストロンガー（声 - 池水通洋） | 伊上勝   | 山田稔   |
| 2月29日        | 22     | コゴエンスキー 東京冷凍5秒前                 | - コゴエンスキー（声 - 朝戸鉄也） | - | 土筆勉   | 田口勝彦 |
| 3月07日        | 23     | 怪人ムササビ兄弟と2人のライダー              | - ムササベーダー・兄（声 - 村越伊知郎） - 憑依体・支配人（演 - 柏木隆太） - ムササベーダー・弟（声 - 山下啓介） - 爆弾人間（演 - 佐藤達郎、稲葉裕之、町田政則、大蔵晶、溜健二、勝光徳） | - V3(声 - 宮内洋) | 伊上勝   | 山田稔   |
| 3月14日        | 24     | マダラカジン 毒ガスの恐怖                    | - マダラカジン（声 - 安原義人） - マダラカジンの化身（演 - 高木真二） | - | 鷺山京子 | 田口勝彦 |
| 3月21日        | 25     | 重いぞ！重いぞ!! 50トンの赤ちゃん            | - ゾウガメロン（声 - 池水通洋） - ボンゴ（演 - 岩永信行→福田信義） | - | 江連卓   | 奥中惇夫 |
| 3月28日        | 26     | 3人ライダー対ネオショッカーの学校要塞        | - ドクガンバ（声 - 八代駿） | - 仮面ライダー1号（声 - 池水通洋、第27・28話） - 仮面ライダー2号（第27・28話） - 仮面ライダーV3（声：島田敏、第27・28話） - ライダーマン（声 - 朝戸鉄也） - Xライダー（声 - 永江智明） - 仮面ライダーアマゾン（第27・28話） - 仮面ライダーストロンガー（声 - 朝戸鉄也、第27・28話） | 山崎久   | 奥中惇夫 |
| 4月04日        | 27     | 戦車と怪人二世部隊！8人ライダー勢ぞろい      | - ヒルビラン（声 - 八代駿、第27話） - グランバザーミー（声 - 仁内達之） - 怪人II世部隊                                                                                                  | - 仮面ライダー1号（声 - 池水通洋、第27・28話） - 仮面ライダー2号（第27・28話） - 仮面ライダーV3（声：島田敏、第27・28話） - ライダーマン（声 - 朝戸鉄也） - Xライダー（声 - 永江智明） - 仮面ライダーアマゾン（第27・28話） - 仮面ライダーストロンガー（声 - 朝戸鉄也、第27・28話） | 田口勝彦 | 山田稔   |
| 4月11日        | 28     | 8人ライダー 友情の大特訓                     | - ヒルビラン（声 - 八代駿、第27話） - グランバザーミー（声 - 仁内達之） - 怪人II世部隊                                                                                                  | - 仮面ライダー1号（声 - 池水通洋、第27・28話） - 仮面ライダー2号（第27・28話） - 仮面ライダーV3（声：島田敏、第27・28話） - ライダーマン（声 - 朝戸鉄也） - Xライダー（声 - 永江智明） - 仮面ライダーアマゾン（第27・28話） - 仮面ライダーストロンガー（声 - 朝戸鉄也、第27・28話） | 田口勝彦 | 山田稔   |
| 4月18日        | 29     | 初公開！強化スカイライダーの必殺技           | - ヒカラビーノ（声 - 八代駿） | - | 土筆勉   | 田中秀夫 |
| 4月25日        | 30     | 夢を食べる？アマゾンから来た不思議な少年     | - オオバクロン（声 - 沢りつお） - 人間態・麻野夢太郎（演 - 藤森正義） | - | 江連卓   | 田中秀夫 |
| 5月02日        | 31     | 走れXライダー！筑波洋よ死ぬな!!              | - 黄金ジャガー（声 - 玄田哲章） - トリカブトロン（声 - 村越伊知郎） - 人間態・鬼島（演 - 長谷川弘）                                                                                     | - 仮面ライダーX | 江連卓   | 山田稔   |
| 5月09日        | 32     | ありがとう神敬介！とどめは俺にまかせろ!!     | - 黄金ジャガー（声 - 玄田哲章） - トリカブトロン（声 - 村越伊知郎） - 人間態・鬼島（演 - 長谷川弘）                                                                                     | - 仮面ライダーX | 江連卓   | 山田稔   |
| 5月16日        | 33     | ハロー！ライダーマン ネズラ毒に気をつけろ!!  | - ドブネズゴン（声 - 仁内達之） | - ライダーマン | 鷺山京子 | 山田稔   |
| 5月23日        | 34     | 危うしスカイライダー！やって来たぞ風見志郎!! | - マントコング（声 - 池水通洋） - タコギャング（声 - 沢りつお） | - 仮面ライダーV3 | 土筆勉   | 平山公夫 |
| 5月30日        | 35     | 風見先輩！タコギャングはオレがやる!!         | - マントコング（声 - 池水通洋） - タコギャング（声 - 沢りつお） | - 仮面ライダーV3 | 土筆勉   | 平山公夫 |
| 6月06日        | 36     | 急げ一文字隼人！樹にされる人々を救え!!       | - キギンガー（声 - 沼波輝枝） - 人間態（演 - 藤山律子） - ドラゴンキング（声 - 仁内達之）                                                                                               | - 仮面ライダー2号 | 江連卓   | 山田稔   |
| 6月13日        | 37     | 百鬼村の怪！洋も樹にされるのか？             | - キギンガー（声 - 沼波輝枝） - 人間態（演 - 藤山律子） - ドラゴンキング（声 - 仁内達之）                                                                                               | - 仮面ライダー2号 | 江連卓   | 山田稔   |
| 6月20日        | 38     | 来たれ城茂！月給百万円のアリコマンド養成所   | - ガマギラス（声 - 沢りつお） - ドクター・メデオ（演 - 三重街恒二） | - 仮面ライダーストロンガー | 土筆勉   | 山田稔   |
| 6月27日        | 39     | 助けて！2人のライダー!! 母ちゃんが鬼になる   | - オカッパ法師（声 - 八代駿） - ウニデーモン（声 - 沢りつお） | - 仮面ライダー2号 | 土筆勉   | 平山公夫 |
| 7月04日        | 40     | 追え隼人！カッパの皿が空をとぶ               | - オカッパ法師（声 - 八代駿） - ウニデーモン（声 - 沢りつお） | - 仮面ライダー2号 | 土筆勉   | 平山公夫 |
| 7月11日        | 41     | 怪談シリーズ 幽霊ビルの秘密                  | - クチユウレイ（声 - 沼波輝枝） | - | 土筆勉   | 山田稔   |
| 7月18日        | 42     | 怪談シリーズ ゾンビー！お化けが生きかえる    | - ゾンビーダ（声 - 八代駿） - 人間態・死人博士（演 - 西田良） - ゾンビー | - | 鷺山京子 | 山田稔   |
| 7月25日        | 43     | 怪談シリーズ 耳なし芳一 999の耳              | - ミミンガー（声 - 二見忠男） | - | 江連卓   | 広田茂穂 |
| 8月01日        | 44     | 怪談シリーズ 呪いの化け猫 子供の血が欲しい！ | - ドロニャンゴー（声 - 牧野和子） - 人間態（演 - 西村幸子） | - | 土筆勉   | 広田茂穂 |
| 8月08日        | 45     | 怪談シリーズ 蛇女が筑波洋を呪う！            | - ヘビンガー（声 - 沼波輝枝） - 人間態・白川妙子（演 - 日高久美子） - アブンガー（声 - 八代駿）                                                                                         | - | 江連卓   | 山田稔   |
| 8月15日        | 46     | 怪談シリーズ くだける人間！鏡の中の恐怖      | - カガミトカゲ（声 - 川路夏子） - 人間態（演 - 大川万裕子） - アブンガー | - | 鷺山京子 | 山田稔   |
| 8月22日        | 47     | スカイライダー最大の弱点！0.5秒の死角をつけ  | - アブンガー | - | 江連卓   | 広田茂穂 |
| 8月29日        | 48     | 4人のスカイライダー 本物はだれだ？           | - ドロリンゴ（声 - 沢りつお） - ニセスカイライダー | - | 土筆勉   | 広田茂穂 |
| 9月05日        | 49     | ロケット発射！筑波洋を宇宙の墓場へ           | - ザンヨウジュー（声 - 八代駿） - 人間態・阿久野もとじ（演 - 相沢治夫） | - | 土筆勉   | 山田稔   |
| 9月12日        | 50     | 君もアリコマンド少年隊に入隊せよ!?           | - タガメラス（声 - 沢りつお） | - | 鈴木生朗 | 山田稔   |
| 9月19日        | 51     | ネオショッカー 紅白死の大決戦                | - リングベア（声 - 池水通洋） - 人間態（演 - 側見民雄） | - | 鷺山京子 | 山田稔   |
| 9月26日        | 52     | 洋の父が生きていた！改造人間FX777とは？      | - 魔神提督 - ドクターX（演 - 秋山敏） - 隊長蛇塚（演 - 高崎良三） - 幻影怪人軍団 | - 仮面ライダー1号（声 - 池水通洋、第54話） - 仮面ライダー2号（第53・54話） - 仮面ライダーV3（第54話） - ライダーマン（声 - 曽我部和行、第54話） - 仮面ライダーX（声 - 河原崎洋夫、第54話） - 仮面ライダーアマゾン（声 - 上田弘司、第54話） - 仮面ライダーストロンガー               | 江連卓   | 奥中惇夫 |
| 10月03日       | 53     | 魔神提督の最期！そして大首領の正体は？       | - 魔神提督（第53話） - ドクロ暗殺隊 - ネオショッカー大首領 | - 仮面ライダー1号（声 - 池水通洋、第54話） - 仮面ライダー2号（第53・54話） - 仮面ライダーV3（第54話） - ライダーマン（声 - 曽我部和行、第54話） - 仮面ライダーX（声 - 河原崎洋夫、第54話） - 仮面ライダーアマゾン（声 - 上田弘司、第54話） - 仮面ライダーストロンガー               | 江連卓   | 奥中惇夫 |
| 10月10日       | 54     | さらば筑波洋！8人の勇士よ永遠に...           | - 魔神提督（第53話） - ドクロ暗殺隊 - ネオショッカー大首領 | - 仮面ライダー1号（声 - 池水通洋、第54話） - 仮面ライダー2号（第53・54話） - 仮面ライダーV3（第54話） - ライダーマン（声 - 曽我部和行、第54話） - 仮面ライダーX（声 - 河原崎洋夫、第54話） - 仮面ライダーアマゾン（声 - 上田弘司、第54話） - 仮面ライダーストロンガー               | 江連卓   | 奥中惇夫 |

## 放送局
- 毎日放送：金曜 19時 - 19時30分
- TBS：金曜 19時 - 19時30分
- 北海道放送：金曜 19時 - 19時30分
- 青森テレビ：金曜 19時 - 19時30分[99]
- 岩手放送：水曜 17時30分 - 18時[100]
- 東北放送：金曜 19時 - 19時30分[101]
- 福島テレビ：金曜 19時 - 19時30分[101]
- 新潟放送：金曜 19時 - 19時30分[101]
- 信越放送：土曜 16時 - 16時30分（1980年4月5日まで） → 月曜 17時30分 - 18時（1980年4月7日 - 9月） → 金曜 19時 - 19時30分（1980年10月）[102]
- 北日本放送：金曜 17時 - 17時30分[103]
- 北陸放送：金曜 19時 - 19時30分[104]
- 福井テレビ：火曜 17時25分 - 17時55分[105]
- 静岡放送：金曜 19時 - 19時30分
- 中部日本放送：金曜 19時 - 19時30分
- 山陽放送：金曜 19時 - 19時30分
- 中国放送：金曜 19時 - 19時30分
- テレビ山口：金曜 19時 - 19時30分[106]
- 南海放送：木曜 17時30分 - 18時[107]
- RKB毎日放送：金曜 19時 - 19時30分
- 宮崎放送：土曜 17時30分 - 18時[108]

## 他媒体展開

### 映像ソフト化
いずれも販売元は東映ビデオ。
- ビデオ（VHS、セル・レンタル共通）は全13巻がよりリリースされている。テープ内のタイトルは「スカイライダー」と記されている。
- 2004年2月21日から6月21日にかけてDVDが発売された。全5巻の各2枚組で各巻12話（Vol.5のみ1枚・6話）収録。
- 2008年7月21日発売の「石ノ森章太郎 生誕70周年 DVD-BOX」に第1話が収録されている。

### テレビスペシャル
『10号誕生!仮面ライダー全員集合!!』
『仮面ライダーZX』のテレビスペシャル。スカイライダーとネオショッカー怪人が登場。

### 映画
特記の無いものを除き、いずれの作品にもスカイライダーが登場。
『仮面ライダー 8人ライダーVS銀河王』(1980年3月15日公開)
東映まんがまつりの一編として公開。本作品の映画作品。
『仮面ライダースーパー1』（1981年3月14日公開）
東映まんがまつりの一編として公開。『仮面ライダースーパー1』の映画作品。本作品からはネオショッカー怪人も登場。
『仮面ライダーディケイド オールライダー対大ショッカー』（2009年8月8日公開）
『仮面ライダーディケイド』の単独作品。
『仮面ライダー×仮面ライダー W&ディケイド MOVIE大戦2010』（2009年12月12日公開）
『仮面ライダーW』と『仮面ライダーディケイド』をメインとしたクロスオーバー作品。
『オーズ・電王・オールライダー レッツゴー仮面ライダー』（2011年4月1日公開）
『仮面ライダーオーズ/OOO』と『仮面ライダー電王』をメインとしたクロスオーバー作品。
スーパーヒーロー大戦シリーズ
いずれも仮面ライダーシリーズとスーパー戦隊シリーズのクロスオーバー作品。
『仮面ライダー×スーパー戦隊 スーパーヒーロー大戦』（2012年4月21日公開）
『平成ライダー対昭和ライダー 仮面ライダー大戦 feat.スーパー戦隊』（2014年3月29日公開）
『スーパーヒーロー大戦GP 仮面ライダー3号』（2015年3月21日公開）
『セイバー+ゼンカイジャー スーパーヒーロー戦記』（2021年7月22日公開）

### 他テレビシリーズ
『ロボット8ちゃん』
魔神提督が登場。
『仮面ライダーBLACK RX』
『仮面ライダーBLACK』の続編。終盤にスカイライダーが登場。

### 小説
『S.I.C. HERO SAGA MASKED RIDER DEN-O EDITION -1971年4月3日-』
『仮面ライダー電王』の小説作品。ヘビンガーが登場。

### 舞台
『MASKED RIDER LIVE&SHOW 〜十年祭〜』
スカイライダーが登場。

### 漫画
すがやみつる版
詳しくは新・仮面ライダーを参照。
『テレビマガジン』1979年10月号から1980年10月号まで連載。1980年8月号増刊にも掲載。
石川森彦版
『冒険王』1979年10月号から1980年10月号まで連載。『別冊冒険王』1980年1月号と1980年4月号にも掲載。
山田ゴロ版
『たのしい幼稚園』1980年3月号に掲載。
『テレビランド』1979年10月号から1980年10月号まで連載。他のコミカライズ作品とは異なり、ハングライダー部の後輩である長谷川麻衣子と広瀬というオリジナルキャラクターが登場する。
後に連載された『仮面ライダーZX』の漫画作品に、スカイライダーが登場。
村枝賢一版
詳しくは仮面ライダーSPIRITSを参照。
『仮面ライダーSPIRITS』第十三話・第十四話「約束の蒼空（そら）（前編・後編）」がスカイライダーの主役編となっている。

### CS放送・ネット配信
CS放送
- 東映チャンネル…2007年2月 - 8月、2009年6月 - 12月、2012年2月 - 8月、2014年6月 - 12月、2021年12月 - 2022年6月[110]
  - 2009年の放送のみ「アンコールアワー」枠にて、それ以外はいずれも「石ノ森章太郎劇場」枠にて放送（2021年は除く）。上記以外にも同局で再放送されたほかファミリー劇場でも再放送された実績がある。

ネット配信
- 東映特撮 YouTube Official…2012年12月31日 - 2013年7月7日、2016年5月14日 - 11月19日、2020年6月24日 - 12月30日、2024年10月23日 -
- 東映特撮ニコニコおふぃしゃる：2018年12月16日 - 2019年12月22日

## その他
- デーモン小暮閣下は、聖飢魔II時代の『夜のヒットスタジオDELUXE』出演時にスカイライダーのベルトを着用していたことがある。ほかにも、スーパー1やBLACKのベルトも着用していた。
- 本作品以降のゲスト出演はスカイライダーとしてのみの登場で、筑波洋としての出演はなく、村上弘明が仮面ライダーにまつわる仕事を避けているという風評があった。これは、当時所属していた事務所の方針で仮面ライダーに関連する取材などを控えていたという事情がある。実際には関連書籍のインタビューに応じたこともあり、映画『ジュリエット・ゲーム』では劇中でスカイライダーの変身ポーズを行っている。事務所を移籍後は仮面ライダーに関して語る機会も増えている。
  - 『スタジオパークからこんにちは』に出演した際、学生で金がなかったのでよく大野剣友会のメンバー（村上曰く「ショッカーの人」）に食事をおごってもらっていたことなど当時の思い出を語り、その一人であるスカイライダーのスーツアクター・中屋敷哲也（村上と同じ岩手県出身）からの手紙も披露された。また、ファンの電話でのリクエストに応え、変身ポーズを披露した。
  - 2017年には、岩手県PR動画にて村上が『鉄神ガンライザー』の敵幹部キャラ・パッカー大佐と対峙した際に変身ポーズを披露した[111]。
- 第39話・第40話の行川アイランドでのロケでは、宿泊先で心霊現象が起きた[11]。ゲスト出演した佐々木剛の証言では、自殺したカップルの霊が女性に取り憑き、酔った佐々木が祓ったという[11]。